# Platanthera
Platanthera é um género botânico pertencente à família das orquídeas (Orchidaceae).

## Espécies

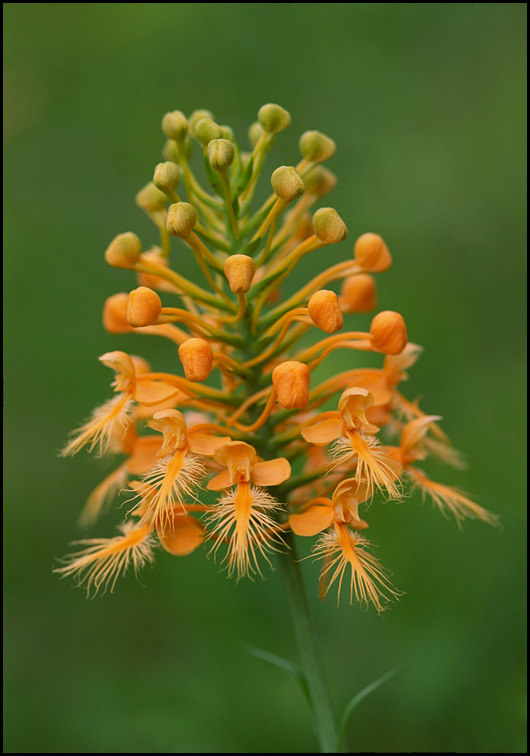
Platanthera ciliaris

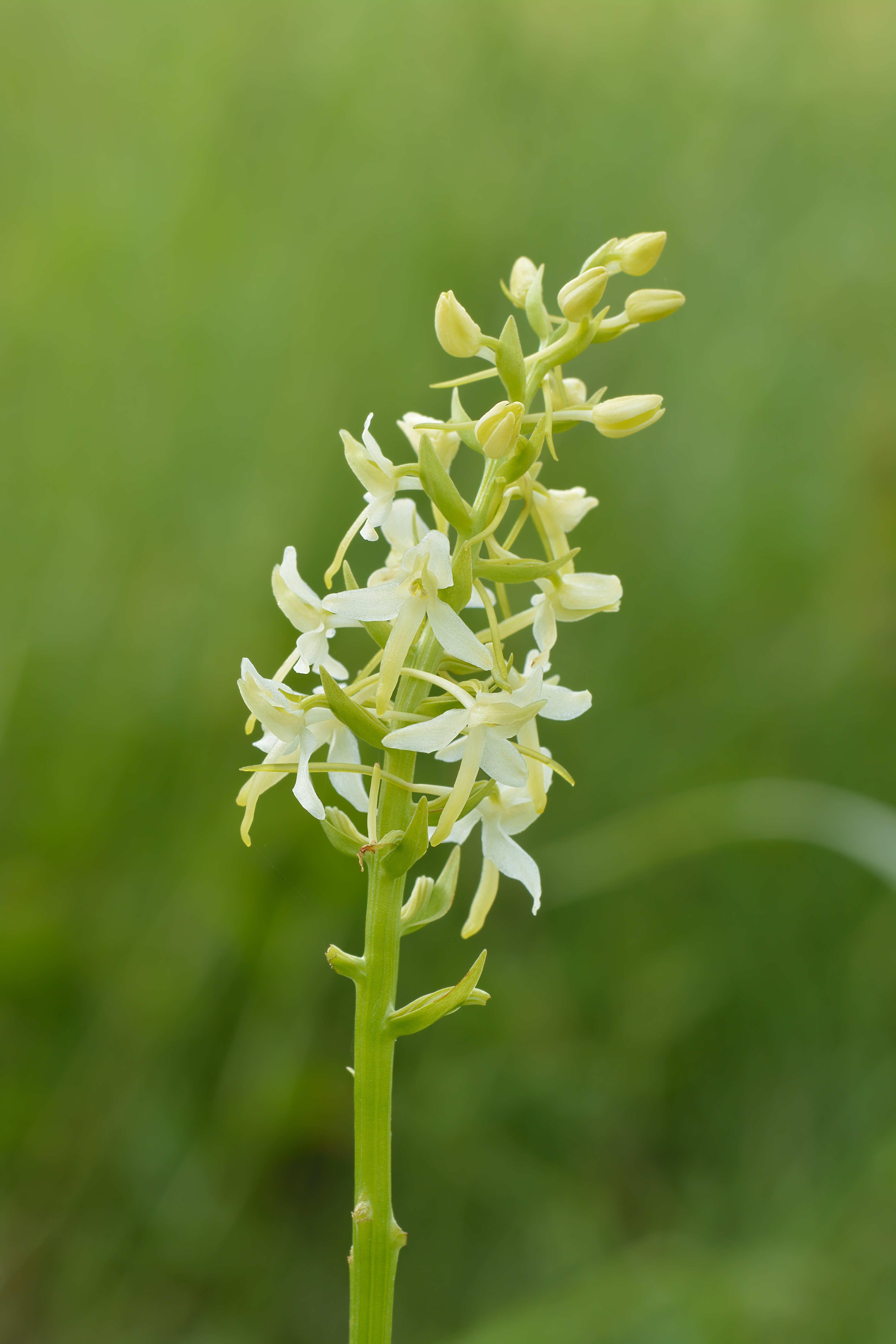
Platanthera bifolia

1. Platanthera albomarginata Kraenzl., Orchid. Gen. Sp. 1: 939 (1901).
2. Platanthera algeriensis  Batt. & Trab., Bull. Soc. Bot. France 39: 75 (1892).
3. Platanthera alpinipaludosa  P.Royen, Alp. Fl. New Guinea 2: 117 (1979).
4. Platanthera altigena  Schltr., Repert. Spec. Nov. Regni Veg. 20: 380 (1924).
5. Platanthera angustata  (Blume) Lindl., Gen. Sp. Orchid. Pl.: 290 (1835).
6. Platanthera angustilabris  Seidenf., Opera Bot. 124: 11 (1995).
7. Platanthera aquilonis  Sheviak, Lindleyana 14: 193 (1999).
8. Platanthera arcuata  Lindl., Gen. Sp. Orchid. Pl.: 289 (1835).
9. Platanthera arfakensis  Renz, J. Orchid Soc. India 1: 25 (1987).
10. Platanthera bakeriana  (King & Pantl.) Kraenzl., Orchid. Gen. Sp. 1: 632 (1899).
11. Platanthera bhutanica  K.Inoue, J. Jap. Bot. 61: 193 (1986).
12. Platanthera biermanniana  (King & Pantl.) Kraenzl., Orchid. Gen. Sp. 1: 636 (1899).
13. Platanthera bifolia  (L.) Rich., De Orchid. Eur.: 35 (1817).
14. Platanthera blephariglottis  (Willd.) Lindl., Gen. Sp. Orchid. Pl.: 291 (1835).
15. Platanthera blumei  Lindl., Gen. Sp. Orchid. Pl.: 290 (1835).
16. Platanthera boninensis  Koidz., Bot. Mag. (Tokyo) 33: 113 (1919).
17. Platanthera borneensis  (Ridl.) J.J.Wood in J.J.Wood & al., Pl. Mt. Kinabalu 2: 291 (1993).
18. Platanthera brevicalcarata  Hayata, J. Coll. Sci. Imp. Univ. Tokyo 30(1): 350 (1911).
19. Platanthera brevifolia  (Greene) Senghas, Orchidee (Hamburg) 24: 97 (1973).
20. Platanthera calderoniae  López-Ferr. & Espejo, Acta Bot. Mex. 26: 77 (1994).
21. Platanthera camtschatica  (Cham.) Soó, Ann. Univ. Sci. Budapest. Rolando Eötvös, Sect. Biol. 11: 61 (1969).
22. Platanthera chapmanii  (Small) Luer, Native Orchids Florida: 151 (1972).
23. Platanthera chiloglossa  (Tang & F.T.Wang) K.Y.Lang, Vasc. Pl. Hengduan Mount. 2: 2523 (1994).
24. Platanthera chlorantha  (Custer) Rchb. in J.C.Mössler, Handb. Gewächsk. ed. 2, 2: 1565 (1829).
25. Platanthera chorisiana  (Cham.) Rchb.f. in H.G.L.Reichenbach, Icon. Fl. Germ. Helv. 13-14: 128 (1851).
26. Platanthera ciliaris  (L.) Lindl., Gen. Sp. Orchid. Pl.: 292 (1835).
27. Platanthera clavellata  (Michx.) Luer, Native Orchids Florida: 148 (1972).
28. Platanthera clavigera  Lindl., Gen. Sp. Orchid. Pl.: 289 (1835).
29. Platanthera convallariifolia  (Fisch. ex Lindl.) Lindl., Gen. Sp. Orchid. Pl.: 287 (1835).
30. Platanthera crassinervia  (Ames & C.Schweinf.) J.J.Sm., Mitt. Inst. Allg. Bot. Hamburg 7: 12 (1927).
31. Platanthera cristata  (Michx.) Lindl., Gen. Sp. Orchid. Pl.: 291 (1835).
32. Platanthera cumminsiana  (King & Pantl.) Renz, Edinburgh J. Bot. 58: 117 (2001).
33. Platanthera curvata  K.Y.Lang, in Fl. Xizangica 5: 697 (1987).
34. Platanthera damingshanica  K.Y.Lang & H.S.Guo, in Fl. Zhejiang 7: 552 (1993).
35. Platanthera deflexilabella  K.Y.Lang, Acta Phytotax. Sin. 20: 186 (1982).
36. Platanthera delavayi  Schltr., Repert. Spec. Nov. Regni Veg. 9: 281 (1911).
37. Platanthera densa  Freyn, Oesterr. Bot. Z. 46: 96 (1896).
38. Platanthera devolii  (T.P.Lin & T.W.Hu) T.P.Lin & K.Inoue, J. Phytogeogr. Taxon. 28: 5 (1980).
39. Platanthera dyeriana  (King & Pantl.) Kraenzl., Orchid. Gen. Sp. 1: 636 (1899).
40. Platanthera edgeworthii  (Hook.f. ex Collett) R.K.Gupta, Fl. Nainital.: 349 (1968).
41. Platanthera elliptica  J.J.Sm., Bull. Jard. Bot. Buitenzorg, II, 13: 53 (1914).
42. Platanthera epiphytica  Aver. & Efimov, Rheedea 16: 10 (2006).
43. Platanthera exelliana  Soó, Ann. Hist.-Nat. Mus. Natl. Hung. 26: 359 (1929).
44. Platanthera finetiana  Schltr., Repert. Spec. Nov. Regni Veg. 9: 23 (1910).
45. Platanthera flava  (L.) Lindl., Gen. Sp. Orchid. Pl.: 293 (1835).
46. Platanthera florentia  Franch. & Sav., Enum. Pl. Jap. 2: 514 (1878).
47. Platanthera fuscescens  (L.) Kraenzl., Orchid. Gen. Sp. 1: 637 (1899).
48. Platanthera gibbsiae  Rolfe, J. Linn. Soc., Bot. 42: 160 (1914).
49. Platanthera grandiflora  (Bigelow) Lindl., Gen. Sp. Orchid. Pl.: 294 (1835).
50. Platanthera handel-mazzettii  K.Inoue, J. Jap. Bot. 61: 195 (1986).
51. Platanthera henryi  (Rolfe) Kraenzl., Orchid. Gen. Sp. 1: 632 (1899).
52. Platanthera herminioides  Tang & F.T.Wang, Acta Phytotax. Sin. 1: 58 (1951).
53. Platanthera heyneana  Lindl., Gen. Sp. Orchid. Pl.: 320 (1835).
54. Platanthera holmboei  H.Lindb., Årsbok-Vuosik. Soc. Sci. Fenn. 20B(7): 11 (1942).
55. Platanthera hologlottis  Maxim., Prim. Fl. Amur.: 268 (1859).
56. Platanthera hookeri  (Torr.) Lindl., Gen. Sp. Orchid. Pl.: 286 (1835).
57. Platanthera huronensis  Lindl., Gen. Sp. Orchid. Pl.: 288 (1835).
58. Platanthera hyperborea  (L.) Lindl., Gen. Sp. Orchid. Pl.: 287 (1835).
59. Platanthera iinumae  Makino, Bot. Mag. (Tokyo) 16: 89 (1902).
60. Platanthera integra  (Nutt.) A.Gray ex L.C.Beck, Bot. North. Middle States, ed. 2: 348 (1848).
61. Platanthera integrilabia  (Correll) Luer, Native Orchids U.S. & Canada excluding Florida: 186 (1975).
62. Platanthera japonica  (Thunb.) Lindl., Gen. Sp. Orchid. Pl.: 290 (1835).
63. Platanthera kinabaluensis  Kraenzl. ex Rolfe, J. Linn. Soc., Bot. 42: 160 (1914).
64. Platanthera komarovii  Schltr., Repert. Spec. Nov. Regni Veg. 15: 210 (1918).
65. Platanthera kwangsiensis  K.Y.Lang, Guihaia 18: 5 (1998).
66. Platanthera lacera  (Michx.) G.Don in R.Sweet, Hort. Brit., ed. 3: 650 (1839).
67. Platanthera lancilabris  Schltr., Repert. Spec. Nov. Regni Veg. 17: 25 (1921).
68. Platanthera latilabris  Lindl., Gen. Sp. Orchid. Pl.: 289 (1835).
69. Platanthera leptocaulon  (Hook.f.) Tang & F.T.Wang, Acta Phytotax. Sin. 1: 58 (1951).
70. Platanthera leucophaea  (Nutt.) Lindl., Gen. Sp. Orchid. Pl.: 294 (1835).
71. Platanthera likiangensis  Tang & F.T.Wang, Acta Phytotax. Sin. 1: 58 (1951).
72. Platanthera limosa  Lindl., Ann. Nat. Hist. 4: 381 (1840).
73. Platanthera longibracteata  Lindl., Gen. Sp. Orchid. Pl.: 293 (1835).
74. Platanthera longicalcarata  Hayata, J. Coll. Sci. Imp. Univ. Tokyo 30(1): 350 (1911).
75. Platanthera longiglandula  K.Y.Lang, Acta Phytotax. Sin. 20: 188 (1982).
76. Platanthera mandarinorum  Rchb.f., Linnaea 25: 226 (1852).
77. Platanthera maximowicziana  Schltr., Repert. Spec. Nov. Regni Veg. Beih. 4: 114 (1919).
78. Platanthera metabifolia  F.Maek., J. Jap. Bot. 11: 303 (1935).
79. Platanthera micrantha  (Hochst.) Schltr., Repert. Spec. Nov. Regni Veg. 16: 378 (1920).
80. Platanthera minax  Schltr., Repert. Spec. Nov. Regni Veg. Beih. 12: 336 (1922).
81. Platanthera minor  (Miq.) Rchb.f., Bot. Zeitung (Berlin) 36: 75 (1878).
82. Platanthera minutiflora  Schltr., Acta Horti Gothob. 1: 138 (1924).
83. Platanthera multibracteata  (W.W.Sm.) Schltr., Repert. Spec. Nov. Regni Veg. 20: 381 (1924).
84. Platanthera neglecta  Schltr., Repert. Spec. Nov. Regni Veg. Beih. 4: 43 (1919).
85. Platanthera nivea  (Nutt.) Luer, Native Orchids Florida: 146 (1972).
86. Platanthera obtusata  (Banks ex Pursh) Lindl., Gen. Sp. Orchid. Pl.: 284 (1835).
87. Platanthera okuboi  Makino, Bot. Mag. (Tokyo) 19: 25 (1905).
88. Platanthera omeiensis  (Rolfe) Schltr., Repert. Spec. Nov. Regni Veg. Beih. 4: 116 (1919).
89. Platanthera ophiocephala  (W.W.Sm.) Tang & F.T.Wang, Bull. Fan Mem. Inst. Biol. 10: 29 (1940).
90. Platanthera ophrydioides  F.Schmidt, Reis. Amur-Land., Bot.: 182 (1868).
91. Platanthera opsimantha  Tang & F.T.Wang, Bull. Fan Mem. Inst. Biol. 10: 29 (1940).
92. Platanthera orbiculata  (Pursh) Lindl., Gen. Sp. Orchid. Pl.: 286 (1835).
93. Platanthera oreophila  (W.W.Sm.) Schltr., Repert. Spec. Nov. Regni Veg. 20: 381 (1924).
94. Platanthera pachycaulon  (Hook.f.) Soó, Ann. Hist.-Nat. Mus. Natl. Hung. 26: 364 (1929).
95. Platanthera pallida  P.M.Br., Novon 2: 308 (1992).
96. Platanthera papuana  Schltr., Repert. Spec. Nov. Regni Veg. Beih. 1: 4 (1911).
97. Platanthera peichiatieniana  S.S.Ying, Col. Ill. Indig. Orch. Taiwan 2: 691 (1987).
98. Platanthera peramoena  A.Gray, Manual: 473 (1848).
99. Platanthera praeclara  Sheviak & M.L.Bowles, Rhodora 88: 278 (1986).
100. Platanthera praeustipetala  Kraenzl., Repert. Spec. Nov. Regni Veg. 17: 103 (1921).
101. Platanthera psycodes  (L.) Lindl., Gen. Sp. Orchid. Pl.: 294 (1835).
102. Platanthera pugionifera  (W.W.Sm.) Schltr., Repert. Spec. Nov. Regni Veg. 20: 381 (1924).
103. Platanthera purpurascens  (Rydb.) Sheviak & W.F.Jenn., N. Amer. Native Orchid J. 3: 445 (1997).
104. Platanthera replicata  (A.Rich.) Ackerman, Lindleyana 12: 151 (1997).
105. Platanthera robinsonii  J.J.Sm., Philipp. J. Sci., C 12: 250 (1917).
106. Platanthera sachalinensis  F.Schmidt, Reis. Amur-Land., Bot.: 181 (1868).
107. Platanthera saprophytica  J.J.Sm., Mitt. Inst. Allg. Bot. Hamburg 7: 12 (1927).
108. Platanthera setchuenica  Kraenzl., Bot. Jahrb. Syst. 29: 265 (1900).
109. Platanthera shensiana  (Kraenzl.) Tang & F.T.Wang, Acta Phytotax. Sin. 1: 59 (1951).
110. Platanthera sigmoidea  Maek., J. Jap. Bot. 11: 379 (1935).
111. Platanthera sikkimensis  (Hook.f.) Kraenzl., Orchid. Gen. Sp. 1: 621 (1899).
112. Platanthera sinica  Tang & F.T.Wang, Acta Phytotax. Sin. 1: 59 (1951).
113. Platanthera sonoharae  Masam., Sci. Rep. Kanazawa Univ., Biol. 9(1): 12 (1964).
114. Platanthera souliei  Kraenzl., Repert. Spec. Nov. Regni Veg. 5: 199 (1908).
115. Platanthera sparsiflora  (S.Watson) Schltr., Bull. Herb. Boissier 7: 538 (1899).
116. Platanthera stapfii  Kraenzl. ex Rolfe, J. Linn. Soc., Bot. 42: 160 (1914).
117. Platanthera stenantha  (Hook.f.) Soó, Ann. Hist.-Nat. Mus. Natl. Hung. 26: 363 (1929).
118. Platanthera stenoglossa  Hayata, Icon. Pl. Formosan. 4: 123 (1914).
119. Platanthera stenophylla  Tang & F.T.Wang, Acta Phytotax. Sin. 1: 59 (1951).
120. Platanthera stricta  Lindl., Gen. Sp. Orchid. Pl.: 288 (1835).
121. Platanthera subulifera  (W.W.Sm.) Schltr., Repert. Spec. Nov. Regni Veg. 20: 381 (1924).
122. Platanthera tescamnis  Sheviak & W.F.Jenn., Rhodora 108: 20 (2006).
123. Platanthera tipuloides  (L.f.) Lindl., Gen. Sp. Orchid. Pl.: 285 (1835).
124. Platanthera undulata  J.J.Sm., Orch. Java: 27 (1905).
125. Platanthera ussuriensis  (Regel) Maxim., Bull. Acad. Imp. Sci. Saint-Pétersbourg, III, 31: 107 (1887).
126. Platanthera winkleriana  Schltr., Repert. Spec. Nov. Regni Veg. Beih. 12: 335 (1922).
127. Platanthera yakumontana  Masam., Mem. Fac. Sci. Taihoku Imp. Univ. 90(4): 574 (1934).
128. Platanthera yangmeiensis  T.P.Lin, J. Phytogeogr. Taxon. 28: 8 (1980).
129. Platanthera yosemitensis  Colwell, Sheviak & P.E.Moore, Madroño 54: 86 (2007).
130. Platanthera zothecina  (L.C.Higgins & S.L.Welsh) Kartesz & Gandhi, Phytologia 69: 134 (1990).